# Qowsheh-ye Bālā
Qowsheh-ye Bālā (persiska: قُوشِۀ عُليا, قوشه بالا, Qowsheh-ye ‘Olyā, Qūsheh Bālā, قوشِه بالا) är en ort i Iran.   Den ligger i provinsen Ardabil, i den nordvästra delen av landet, 500 km nordväst om huvudstaden Teheran. Qowsheh-ye Bālā ligger 1 268 meter över havet och antalet invånare är 375.
Terrängen runt Qowsheh-ye Bālā är platt åt sydväst, men åt nordost är den kuperad. Runt Qowsheh-ye Bālā är det ganska tätbefolkat, med 56 invånare per kvadratkilometer. Närmaste större samhälle är Gadeh Kahrīz, 18,4 km sydväst om Qowsheh-ye Bālā. Trakten runt Qowsheh-ye Bālā består i huvudsak av gräsmarker.